# Fuglafjørður
Fuglafjørður er med omkring 1.633 indbyggere (2024)  en bygd på østkysten af Eysturoy på Færøerne. Den er administrativt center for Fuglafjarðar kommuna, der sammen med bygderne Hellur og Kambsdalur udgør kommunen.
Bygdens havn anløbes jævnligt færøske og udenlandske skibe med deres fangster eller for at bunkre ved oliedepotet. Der findes også en havn til småbåde.
Bygden breder sig over en dalsænkning ved en bugt og op ad de omgivende fjeldsider, blandt de.højeste er det 737 m høje Blábjørg mod vest og Húsafelli på 626 m mod øst.
Fuglafjørður ligger ved fjorden af samme navn. Der var oprindelig fire gamle ”býlingar” i bygden, við Gjógvará, við Garð, í Toftum og á Áargarði. Byen er vokset meget, især de sidste 100 år, og alle de gamle ”býlingar” er sammenvoksede. Indbyggertallet var 128 i 1801, og i 2015 var der 1.486. Formodentlig stammer navnet fra, at der før i tiden var mange almindelige skråper og andre fugle, der rugede i udmarken og på fjeldsiderne.
Den har mange servicefaciliteter og firmaer. Havnen er hjemsted for flere fiskefabrikker, frysehal, fiskemelsfabrik, trawlernetfabrik og oliedepot. Der er gode busforbindelser til nabobygderne.
På grund af for få nye byggemuligheder i Fuglafjørður blev der 1985, 3 km syd for hovedbyen anlagt en ny bydel Kampsdalur, som også har udviklet sig til et vigtig servicecentrum for det nordlige Eysturoy med sportshal, tømmerhandel, håndværksvirksomheder og værksteder.
Foruden idrætsforeningen "Ítróttarfelag Fuglafjarðar" med fodbold, volleyball, badminton, og en kaproningsklub), er der også en svømmeforening med egen svømmehal. Andre sportsarter finder sted i sportcenteret i Kambsdalur.

## Fuglafjarðar kirkja
Fuglafjørður har haft fem kirker. Den ældste har stået ved Kirkjuryggi. Man har fundet husrester og knogler på stedet..
Den anden kirke er fra den katolske tid og har stået i Toftabønum, og kaldtes Jákups-kirkjan (omkring 1400).
Den tredie kirke har stået ved Garð, hvor den gamle kirkegård står i dag. Man ved ikke hvornår den er bygget, men den er nævnt i danske skrifter i 1709. Kirken blev nedtaget i 1871.
Den fjerdetidligere kirke, som stod på samme sted, blev bygget engang i 1930'erne. Den var hvidkalket og havde fra begyndelsen græstag, der dog senere blev erstattet med malet bølgeblik. Da kirken blev istandsat i 1945 blev der opført et lille tårn i den vestlige ende..
Bygdens femte blev indviet den 10. juni 1984.
Kirken er opført i hvide sten, med lave vægge og meget høj rejsning og sort eternittag. Ud mod fjorden er tre store vinduer adskilt af fire piller, der kan minde om stræbepiller. Mod nord er en lav bygning som sideskib. Begge gavle går udad i en svag spids. Øverst i den vestlige gavl sidder et vindue med et sortmalet gitter.

## Historie
I vikingetiden var ved udløbet af åen en anløbsplads til skibe og både.
I fjeldene findes ruiner af huse som f.eks. Uppi á Húsum, hvortil man søgte tilflugt fra sørøvere, og huse som Eingilska hús, det engelske hus, hvorfra man holdt udkig efter sørøvere.
I fjeldene søgte man tilflugt fra sørøvere, og huse som Eingilska hús, det engelske hus, hvorfra man holdt udkig efter sørøvere.
Fuglafjørður blev første gang nævnt på skrift i Hundabrævið, som er skrever mellem 1350 og 1400.
Bygden var oprindelig fire gamle "býlingar" i bygden, við Gjógvará, við Garð, í Toftum og á Áargarði. Formodentlig stammer navnet fra, at der før i tiden var mange almindelige skråper og andre fugle, der rugede i udmarken og på fjeldsiderne. Arkæologiske udgravninger har afdækket, at denne landsby allerede var befolket i det 10. århundrede.

I 1849 flyttede folk fra Fuglafjørður og anlagde en ny bygd, á Hellunum med 26 indbyggere, på nordsiden af udmarken.
1856 efter at monopolhandelen ophørte, kom der flere handelsvirksomheder, der købte fisk til produktion af klipfisk. Bygdens købmand S.P. Petersen købte i Storbritannien bygdens første fiskeskib, Florence. Han ejede også størstedelen af de skibe, som kom til efterfølgende. Fiskeriet og fiskeproduktionen betød, at indbyggertallet fordobledes over en kort periode..
1882 blev bygdens første skole blev opført i 1882. En ny blev bygget i 1936, og fra 1958 kunne man tage præliminæreksamen. Skolen er siden blevet udvidet flere gange.
1910 blev der bygget en anløbskaj til større skibe. I begyndelsen af 1950’erne blev havneområdet udvidet og gav plads til nye virksomheder.
Omkring 1956 blev der udført en arkæologisk udgravning i "við Gjógvará", og der fandt man tomter og forskellige brudstykker af husgeråd, som stammer fra vikingetiden, ca. 950-1050.
Den 22. juni 2005 besøgte kronprins Frederik og kronprinsesse Mary bygden.

## Kultur
I 1990 indviedes I Kampsdalur et moderne skolecentrum med handelsskole og gymnasium. 25 lærere underviser ca. 160 elever.
På Fuglafjørður folkeskole undervises der fra 1. til 10. klasse og 36 lærere underviser 354 elever. I skolebygningen befinder der sig et maleri af den færøske kunstmaler Hans í Mikladali og et af Ingálvur av Reyni. Den videregående undervisning er i på skolecenteret i Kambsdalur. Fuglafjørður har også et bibliotek, hvor også turistinformationen befinder sig.
Fuglafjarðar Kvøldskúli tilbyder hele året 50 forskellige aftenskolefag tilbud.
I bygdens kulturhus "Mentanarhúsið" er der ofte koncerter og teaterforestillinger. Kulturhuset er grundlagt af musikeren Niels Midjord og er kendt for sin gode akustik. Bygden har foruden mange sangkor, også den årlige maleriudstilling af lokale kunstnere. Den mest kendte er i nutiden Øssur Mohr.
1946 blev idrætsforeningen, Ítrótttarfelag Fuglafjarðar stiftet, den var oprindelig en fodbold- og håndboldklub, men er i dag en paraplyorganisation for flere idrætsgrene. Fuglafjarðar Svimjiefelag, stiftet i 1975, og gymnastikforeningen Flog, stiftet i 1989, er selvstændige foreninger. KFUM- og KFUK-spejderne har klubhus i Kambsdalur. I bygden er der husflidsforening, pensionistforening og kristelige fællesskaber inden for brødremenigheden og folkekirken.

## Turisme
Turistinformationen befinder på det lokale bibliotek.
I strandkanten på sydsiden af fjorden ved fjeldvejen til Leirvík er der en varm kilde, som hedder "Varmakelda". Vandet fra denne kilde er ca. 10 grader varmere end i andre kilder. I gamle dage var det tradition, at unge mennesker fra alle nabobygderne samledes her ved kilden på Sankthansdag til dans og hyggelig samvær. Der er ikke så få ægteskaber, som blev resultatet af disse møder. Fjeldvejen har en enestående udsigt til Kalsoy.
Kambsdalur har en spejderhytte, hvor der er mulighed for at grupper kan overnatte. En middelsvær vandrevej fører ca. 3,5 km over fjeldet til Skálafjørður, og en anden langs med vestkysten til Hellur

## Kendte personer
- Jógvan á Lakjuni, politiker
- Øssur Mohr, kunstmaler
- Eilif Samuelsen, politiker
- Trygvi Samuelsen, politiker
- Abraham Løkin, fodboldspiller

## Venskabsbyer
- Aalborg,[11]
- Húsavík, Island
- Ilulissat, Grønland

| - Kort over området med Fuglafjørður, Hellurnar og Kambsdalur - Færøsk frimærke - Fuglafjørður |